# Бонток (город)
Бонток (филипп. Bayan ng Bontoc, панг. Baley na Bontoc) — город и муниципалитет на Филиппинах, столица Горной провинции. Население составляет 23 980 человек. В административном отношении делится на 16 барангаев.

## География
Город расположен на северо-западе острова Лусон, в 382 км к северу от Манилы.